# Johnny Aitken
John 'Johnny' Aitken, né le 3 mai 1885 à Indianapolis (Indiana) et mort le 15 octobre 1918 dans la même ville, était un pilote automobile américain qui obtint ses principaux résultats en compétition avec le constructeur automobile français Peugeot.

## Biographie
Il disputa 33 courses de l'American Automobile Association entre 1907 et 1916, avec 7 victoires retenues pour 23 épreuves officielles de ChampCar American Championship car racing (AAA National Championship, en Indycars) entre 1909 et 1916 (sur National de 1907 à 1911, Stutz en 1915, et Peugeot entre 1915 et 1916).
Il participa à trois reprises à la compétition des 500 miles d'Indianapolis, disputant la course par deux fois en 1911 et 1916, et effectuant quelques tours en 1915 pour Gil Anderson (3e) et Earl Cooper (4e). Il fut également victorieux de l'Indy 500 comme Directeur d'équipe à deux reprises, en 1912 avec Joe Dawson sur National, et en 1913 avec Jules Goux sur Peugeot.
Lors du Grand Prix des États-Unis, il cassa un piston dès la fin du premier tour. Au 21e il reprit le volant des mains de Howdy Wilcox, pour mener la course à son terme (48 tours de piste). Il fut déclaré à la fois dernier (avec sa propre voiture initiale) et premier du GP. De nos jours seul serait donné pour vainqueur le pilote ayant pris le départ d'une course s'il venait à être remplacé (sauf en discipline d'endurance), en fonction de l'évolution des règlements.
Il mourut de bronchopneumonie, peu après avoir contracté la grippe de 1918.

## Palmarès

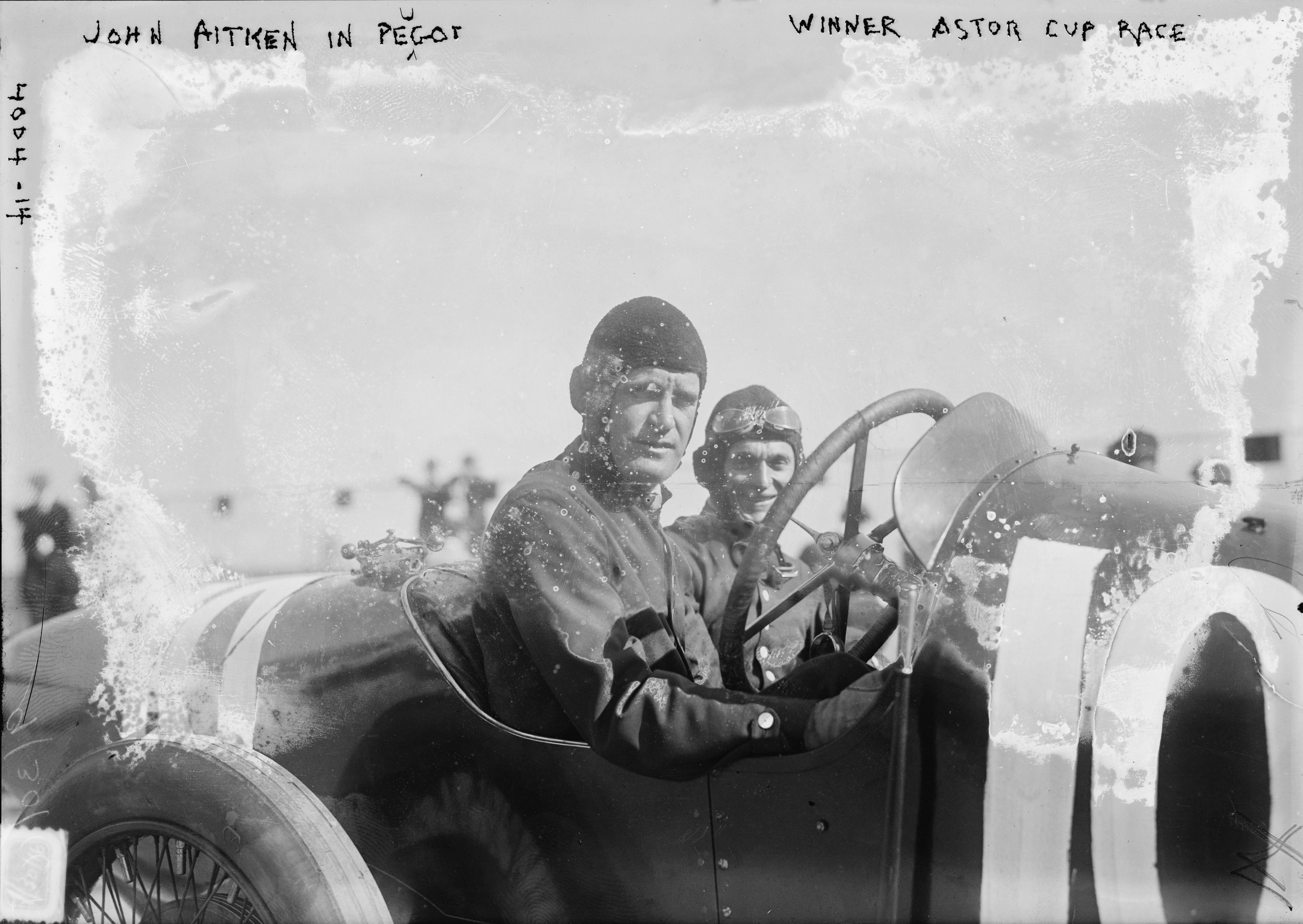
Aitken victorieux de l'Astor Cup race en 1916 (...sur "Pe-u-got"!).

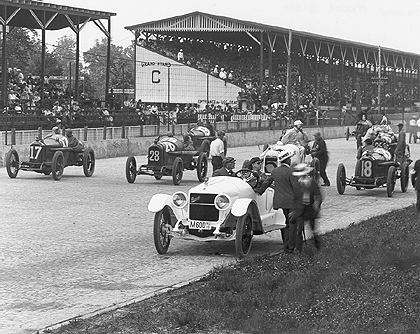
Aitken à droite (no 18), en pole position de l'Indy 500 en 1916 toujours.

- 1916: vice-champion du AAA Championship Car (derrière Dario Resta);
- 1916: Astor Cup (Peugeot EX5, 250 miles en 125 tours sur le Sheepshead Bay Race Track de New York);
- 1916: Harvest Auto Racing Classic (en) (Peugeot, 3 courses d'affilée le même jour sur l'Indianapolis Motor Speedway);
- 1916: Coney Island Cup (Peugeot, sur le Sheepshead Bay Race Track);
- 1916: Premier International Sweepstakes (Peugeot, sur le Cincinnati Motor Speedway);
- 1916: Harkness Trophy Race (en) (Peugeot, sur le Sheepshead Bay Speedway);
- 1916: Grand Prix automobile des États-Unis avec Howdy Wilcox (Peugeot EX5 toujours, à Santa Monica en fin de saison);

(nb: également en 1916 pole position aux 500 miles d'Indianapolis, toujours sur Peugeot)
- Autres victoires, encore en AAA:

1910: Atlanta race 4 et Indianapolis race 9 (sur National);

1915: Minneapolis (sur Stutz).

## Records
- Bien que décédé prématurément à 33 ans, il est le pilote ayant remporté le plus de courses organisées sur l'Indianapolis Motor Speedway (IMS): 15 (devant Ray Harroun, 8 entre 1909 et 1911);
- Il est aussi le seul coureur à avoir gagné des courses à chacun des quatre week-ends de compétition organisés entre 1909 et 1910 sur l'IMS, avant la toute première course des 500 miles d'Indianapolis proprement dite en 1911;
- Il est encore le pilote ayant disputé le plus de courses sur l'IMS: 41 (le suivant étant A. J. Foyt, avec 36 compétitions de 1958 à 1994).